# Попроч (округ Рімавска Собота)
Попроч (словац. Poproč, угор. Gömörhegyvég) — село, громада в окрузі Рімавска Собота, Банськобистрицький край, Словаччина. Кадастрова площа громади — 4,03 км². Населення — 24 осіб (за оцінкою на 31 грудня 2017 р.).
Перша згадка 1413 року.

## Населення
| Рік:            | 1994. | 2004.    | 2014. | 2024.   |
| --------------- | ----- | -------- | ----- | ------- |
| Кількість осіб: | 36    | 24       | 24    | 23      |
| Різниця:        |       | -33,33 % | +0 %  | -4,16 % |

| Рік:            | 2023. | 2024.   |
| --------------- | ----- | ------- |
| Кількість осіб: | 22    | 23      |
| Різниця:        |       | +4,54 % |